# Sebastian Nerz
Sebastian Matthias Nerz (Reutlingen, 13 de julho de 1983) é um bioinformático e político alemão.

## Biografia
Em 2010 graduou-se em bioinformática na Eberhard Karls Universität Tübingen.
Em 2001 filiou-se à União Democrata-Cristã (CDU) em Tübingen, partido conservador  de direita, no qual permaneceu até 2009. Em junho daquele ano, pouco antes das eleições federais na Alemanha, ingressou no Piratenpartei Deutschland, tornando-se membro do recentemente  fundado diretório do partido em Tübingen e coordenador político regional em Baden-Württemberg.
Desde maio de 2011 é o líder do Piratenpartei Deutschland.